# Сванадзе Заур Олександрович
Заур Олександрович Сванадзе (груз. ზაურ სვანაძე, 23 січня 1958, Кутаїсі, Грузинська РСР, СРСР) — радянський і грузинський футболіст, грузинський футбольний тренер. Майстер спорту СРСР міжнародного класу.

## Кар'єра гравця
Сванадзе почав займатися футболом у ДЮСШ «Торпедо Кутаїсі», в 1976 році був переведений в першу команду. З наступного року Сванадзе став основним гравцем «Торпедо», за який загалом провів п'ять сезонів у другому за силою дивізіоні.
У 1981 році перейшов в «Динамо Тбілісі» і в тому ж сезоні виграв Кубок володарів кубків УЄФА. У фіналі з рахунком 2:1 був обіграний «Карл Цейсс» з НДР. Самого Сванадзе на 67-й хвилині змінив Нугзар Какілашвілі.
В цілому він грав за «Динамо» до 1989 року, провів 245 матчів і забив вісім голів.
Після відходу з «Динамо» Сванадзе вирушив до Швеції, де продовжував свою футбольну кар'єру в ряді місцевих клубів. У 1991 році йому запропонували вакансію граючого тренера, і він погодився. Потім він повинен був остаточно перейти на тренерську роботу, однак, його клуб зіткнувся з фінансовими проблемами і був змушений припинити свою діяльність. Сванадзе закінчив свою кар'єру в 1995 році, будучи гравцем «Єлліваре».

## Кар'єра тренера
Після закінчення кар'єри гравця Сванадзе став тренером «Єлліваре», в команді він пропрацював майже п'ять років. У 2000 році він повернувся в Грузію, де почав працювати в тбіліському «Локомотиві» як помічник головного тренера Кахабера Цхададзе. Пізніше вони разом тренували інший столичний клуб — «Динамо».
Пізніше Сванадзе знову запросили до Швеції, де він цього разу затримався на три роки. Далі він знову повернувся на батьківщину і працював одним з помічників головного тренера збірної Грузії, Клауса Топпмеллера. Пізніше він був запрошений на посаду головного тренер юнацької збірної Грузії до 19 років, а згодом перейшов в молодіжку, де був помічником головного тренера. Крім того, деякий час він був керівником академії «Динамо Тбілісі» і головним тренером «Локомотива».
З 2012 року працював помічником Кахабера Цхададзе в «Інтер Баку», а після його відходу 2016 року сам очолив бакинську команду.
Від початку 2018 року знову працював у тренерському штабі «Динамо» (Тбілісі), а в листопаді того ж року його очолив. Навесні 2019 року новим головним тренером команди був призначений іспанець Фелікс Вісенте, а Сванадзе став його помічником. Згодом працював на аналогічній посаді при наступниках іспанця.

## Досягнення
- Володар Кубка володарів кубків: 1981
- Бронзовий призер чемпіонату СРСР: 1981
- Майстер спорту СРСР міжнародного класу: 1981